# 방글라데시 성공회
방글라데시 성공회(영어: The Church of Bangladesh)는 방글라데시의 성공회 교회이며, 성공회와 다른 기독교 전통들의 연합교회이다. 파울 시쉬르 사카르 주교(The Rt Revd Paul Sishir Sarkar)가 관구장이다. 교구로는 다카, 쿠시티아 교구가 있다.